# Ixeris dissecta
Ixeris dissecta là một loài thực vật có hoa trong họ Cúc. Loài này được (Makino) C.Shih mô tả khoa học đầu tiên năm 1993.